# Le onde del passato
Le onde del passato è una serie televisiva italiana, diretta da Giulio Manfredonia, trasmessa in prima visione su Canale 5 dal 19 febbraio al 21 marzo 2025, con protagonisti Anna Valle e Giorgio Marchesi. È liberamente ispirata al romanzo del 2018 Due sirene in un bicchiere della scrittrice Federica Brunini, edito da Feltrinelli.

## Trama
Porto Azzurro, Isola d'Elba, estate 2004, Anna Reali e Tamara Valente sono due amiche inseparabili, che decidono di formare un duo musicale, in quanto sono entrambe appassionate alla musica. Nel corso di una serata su uno yacht le due ragazze si ritrovano ad essere vittime di violenza da parte di un gruppo di sconosciuti. Vent'anni dopo Anna, diventata una pilota d'aerei per dimenticare il suo passato, si ritrova a fare ritorno sull'isola su richiesta dell'amica d'infanzia Tamara, accusata per l'omicidio dell'avvocato Marco Zan. Anna inizia così a indagare sugli eventi dei giorni precedenti con l'aiuto del commissario Luca Bonnard.

## Episodi
| Stagione       | Episodi | Prima TV |
| -------------- | ------- | -------- |
| Prima stagione | 12      | 2025     |

## Personaggi e interpreti

### Personaggi principali
- Anna Reali, interpretata da Anna Valle. È una pilota d'aerei e amica d'infanzia di Tamara.
- Luca Bonnard, interpretato da Giorgio Marchesi. È il commissario di Polizia che inizia a lavorare sulla scomparsa dell'avvocato Marco Zan.
- Tamara Valente, interpretata da Irene Ferri. È la titolare del b&b "Le Sirene" e amica d'infanzia di Anna.
- Paolo Marra, interpretato da Fausto Maria Sciarappa. È un avvocato ospite del b&b insieme al figlio Leone.
- Silvia, interpretata da Fiorenza Pieri. È la zia di Lorenzo e cognata di Luca, in quanto sorella della moglie Michela. Gestisce un'agenzia turistica.
- Beatrice Puccini, interpretata da Silvia Mazzieri. È il vice ispettore che lavora con Luca Bonnard.
- Stefania Orsini, interpretata da Maria Rosaria Russo. È una giornalista ospite del b&b insieme alla figlia Marta.
- Marta, interpretata da Vittoria Mangani. È la figlia di Stefania Orsini e amica di Mia, per la quale ha capito di provare qualcosa di più della loro amicizia.
- Mia, interpretata da Margot Adam. È la figlia di Tamara. Ha una relazione con Lorenzo.
- Lorenzo Bonnard, interpretato da Enea Barozzi. È il figlio di Luca. Ha una relazione con Mia.
- Andrea Medici, interpretato da Sergio Albelli. È il marito di Catia, padre di Lucrezia e Riccardo e proprietario del diving, nonché del bar della piazzetta.
- Lucrezia, interpretata da Emma Bianchi. È la figlia di Andrea e Catia che lavora al diving insieme a suo fratello Riccardo.
- Catia, interpretata da Elisa Di Eusanio. È la moglie di Andrea, madre di Lucrezia e Riccardo e barista della piazzetta.
- Riccardo Medici, interpretato da Manuel Gallese. È il figlio di Andrea e Catia che lavora al diving insieme a sua sorella Lucrezia.
- Anita, interpretata da Valeria Milillo. È un'insegnante di yoga che collabora con Tamara al b&b.
- Rosa Bianchi, interpretata da Maria Sole Mansutti. È un'insegnante ospite del b&b.
- Leone Marra, interpretato da Mattia Manfredonia. È il figlio di Paolo.
- Dottor Agnelli, interpretato da Luca Capuano. È un medico dell'ospedale.
- Matteo, interpretato da Andrea Tarulli. È un agente del commissariato che collabora con Bonnard e la Puccini.
- Gaia, interpretata da Federica Citarella. Lavora all'agenzia di Silvia.
- Aurora Ristolfi, interpretata da Floria Torrigiani Malaspina. È la figlia di Gaia e di un poliziotto morto in un incidente in mare; fa amicizia con Leone.
- Carla Zan, interpretata da Giorgia Sinicorni. È la moglie dell'avvocato Marco Zan.
- Anna Reali da giovane, interpretata da Emma Valenti.
- Tamara Valente da giovane, interpretata da Emma Quartullo.
- PM Maffei, interpretato da Sergio Pierattini. È il pubblico ministero che segue le indagini.
- Gaetano Di Lentini, interpretato da Andrea Tidona. È un ex generale dell'esercito, ospite del b&b.
- Giuseppe Puccini, interpretato da Maurizio Donadoni. È un ex commissario, padre di Beatrice e amico di tutti sull'isola.

### Personaggi secondari
- Marco Zan, interpretato da Modestino Capaccio. È un avvocato che nel 2004 ha molestato Anna e Tamara su uno yacht. Vent'anni dopo è stato riconosciuto e catturato da quest'ultima, la quale è stata poi accusata della sua morte.
- Marco Zan da giovane, interpretato da Umberto Paris.
- Silvia da giovane, interpretata da Elsa Ludovica Giuliano.
- Michela, interpretata da Pamela Stefana. È la moglie del commissario Bonnard e madre di Lorenzo, sparita misteriosamente nel 2004.
- Giovanni, interpretato da Niccolò Gentili. È il figlio di Anita ed è un pittore. Muore cadendo da una pendenza rocciosa.
- Dottor Dogliani, interpretato da Filippo Velardi. È il medico legale.
- Agente di polizia, interpretato da Niccolò Dallerba.
- Dottor Caruso, interpretato da Massimiliano Vado. È addetto alla scientifica.
- Avvocato Gianfranco Barelli, interpretato da Goffredo Maria Bruno. È l'avvocato d'ufficio assegnato ad Andrea per la sua difesa.
- Giornalista, interpretato da Federico Sparnocchia. È il giornalista inviato del TG locale.
- Giornalista, interpretata da Roberta Schiano. È la giornalista inviata della testata locale.
- Tassista, interpretato da Alessio Gambini.
- Martina, interpretata da Martina Pezzo. È una specializzanda dell'ospedale.

## Produzione
La serie è creata da Massimo Del Frate, diretta da Giulio Manfredonia, scritta da Eleonora Fiorini, Giorgio Glaviano e Davide Sala e prodotta da Banijay Studios Italy in collaborazione con RTI.

### Riprese
Le riprese sono state effettuate per una durata di cinque mesi dal 19 febbraio al 12 luglio 2024 tra Roma e l'isola d'Elba, luogo in cui è ambientata la serie. In particolare, le location scelte sono state Marciana Marina, Monte Capanne, Rio Marina, Porto Azzurro, Portoferraio e le miniere di Capoliveri, tutte località situate in provincia di Livorno, in Toscana.